# 太田樹蛙
太田樹蛙（學名：Buergeria otai）是樹蛙科溪樹蛙屬下的一個物種。外型上與日本樹蛙（Buergeria japonica）及周氏溪樹蛙（Buergeria choui）極度類似。後來學者根據遺傳、形態、叫聲和行為反應上的差異，將本種自日本樹蛙中獨立出來。本物種得名自日本兩棲爬蟲類學者太田英利教授，以紀念其對東亞及臺灣兩棲爬行動物研究的貢獻。

## 物種描述
本種屬於小型樹蛙，軀體稍微修長。雄蛙吻肛長約 23.1–29.3 mm，雌蛙吻肛長約 29.7–37.5 mm 。肩胛部分具有一對棒狀隆突。頭部呈三角形，吻端成銳角且末端圓鈍。趾部末端膨大，形成吸盤，吸盤大於兩個趾幅寬。前肢無蹼，後肢有蹼。背部有一深色的X或H字紋，無縱紋。眼部中間有一深色倒三角形記號。頰部灰白，且有小型不規則斑紋。腹部灰白，上肢及大腿有稀疏的棕色條紋。大腿內側有規則點狀白斑，斑點主要聚集於大腿基部。
本種形態上與日本樹蛙極度近似，其中大腿的斑紋為重要的鑑別依據。日本樹蛙為不規則的雲狀斑，太田樹蛙則為規則的點狀斑。此外，日本樹蛙的鳴叫聲細碎如蟲鳴。太田樹蛙則會發出另一種高低起伏、強弱參雜的曲式。

## 分布及棲地
本種目前僅知分布於台灣，廣泛分布於台灣東部及南部海拔1500公尺以下的山區。西部地區的分布北界為朴子溪，東部則為蘭陽溪。本種可能為目前台灣的樹蛙科中數量最龐大的一員。

## 生物學

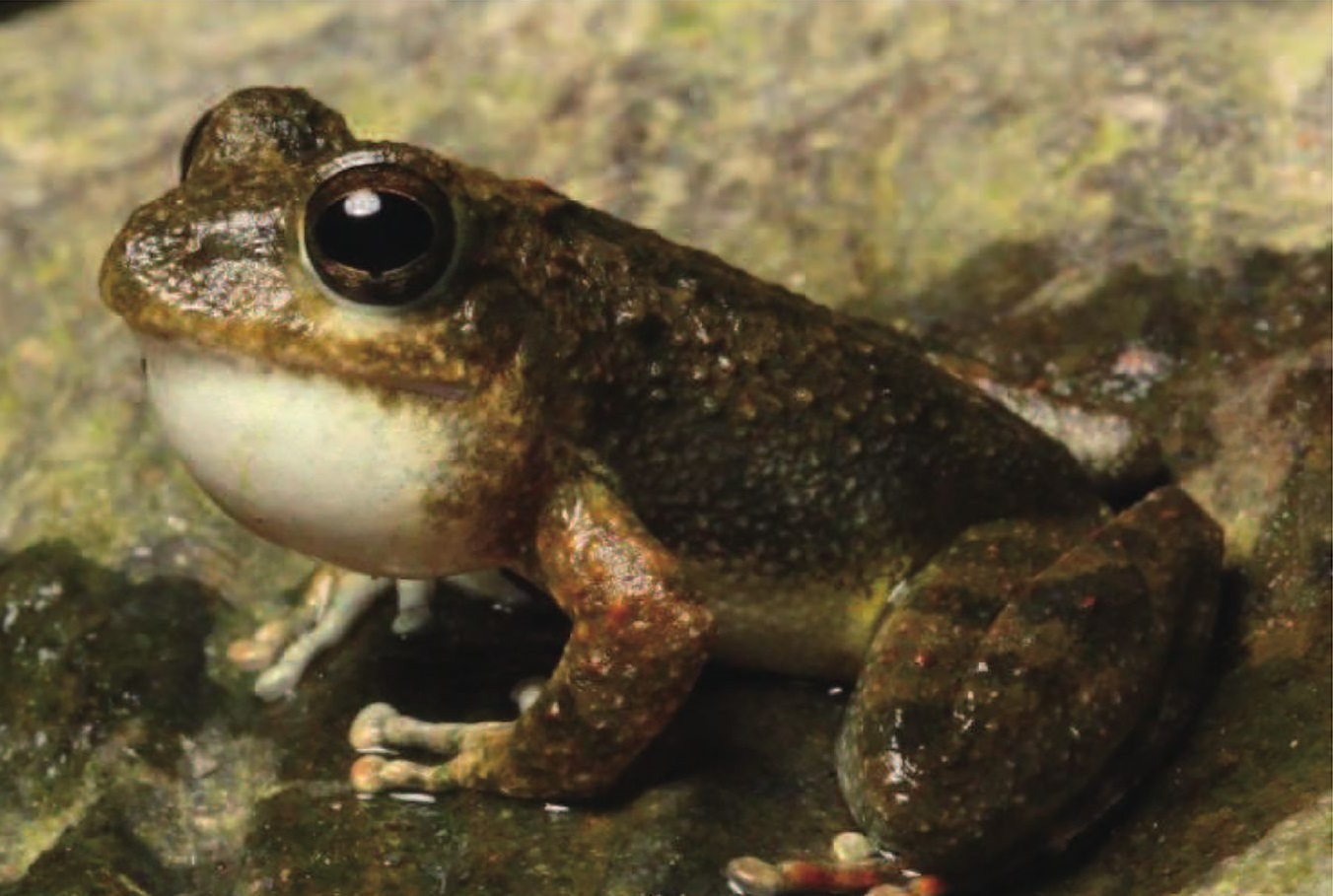
鳴叫中的雄蛙

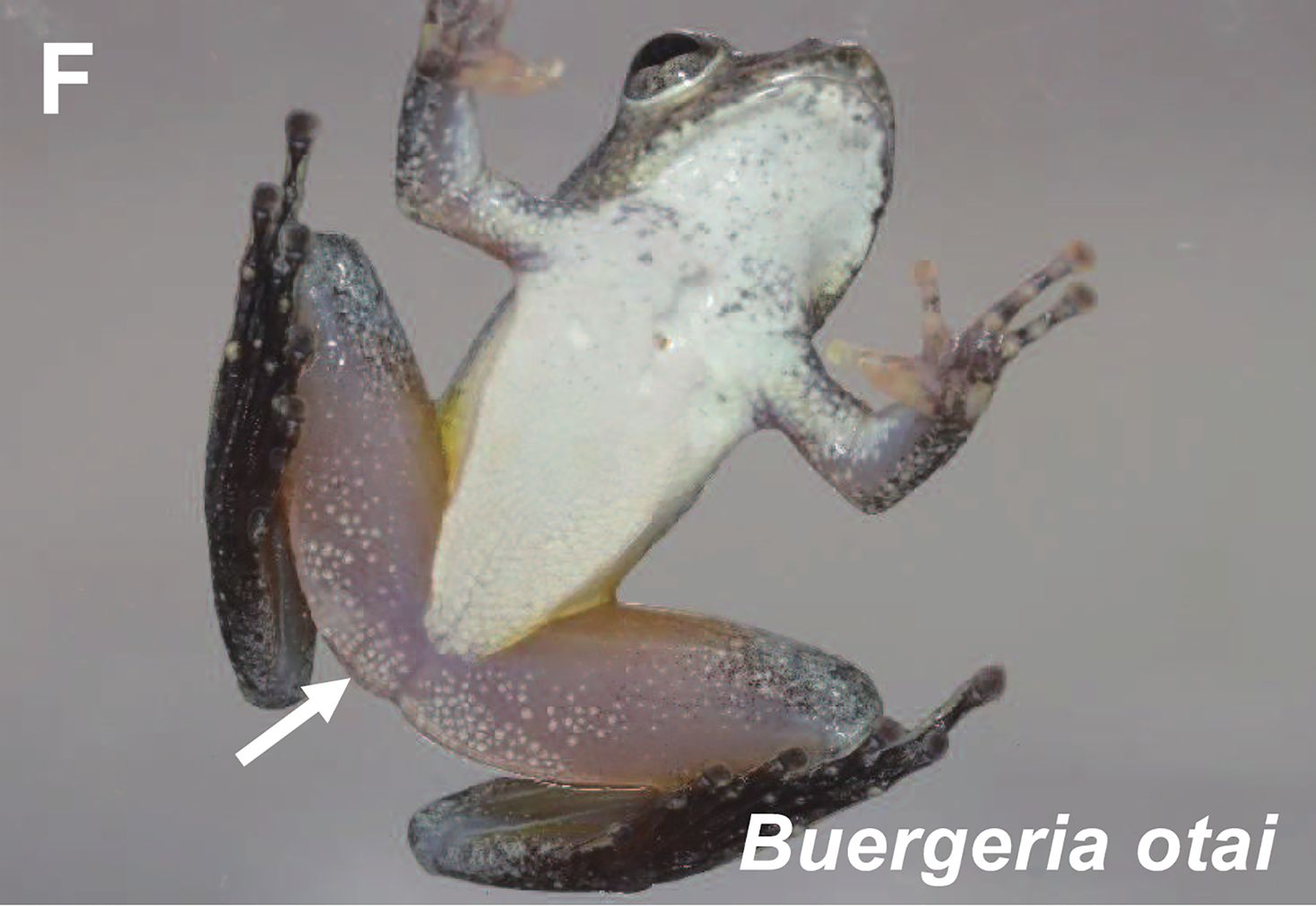
背面觀

太田樹蛙及其近親偏好棲息於小型的溪流，及其附近的小溝渠及淺水區，但現少直接進入主要河道。繁殖季通常為2至10月，繁殖高峰期4至7月。雄蛙通常會於日落後開始鳴叫，鳴聲通常會於近午夜時達到高峰。卵直徑 1.2 至 1.4 mm，常附著於水生植物上。一般會於24-36小時後孵化。蝌蚪期約15-30天，植食或腐食，主要棲於水溝底層。
太田樹蛙及日本樹蛙具有相當好的耐熱性，這點與其他無尾目成員相當不同。蝌蚪會偏好游往水溫 30˚C 以上的溫暖的水域，甚至可達41 ˚C。學者推測這麼做可能可以延長繁殖季節，減緩孵化速度，使蝌蚪體型增加。

## 發現歷史
由於形態極為類似，本種在過去長期被歸為日本樹蛙。後來特生中心林彥博研究員、科博館曾惠芸博士、和臺灣師範大學研究團隊的發現花蓮、台東地區，和臺灣南部的樹蛙，與宜蘭縣西部及臺灣的西北部平原的日本樹蛙（後來被獨立為周氏樹蛙）具有相當的遺傳差異，因此懷疑可能為另一個尚未被科學描述的新物種。台師大王盈涵等人藉由叫聲，成功對兩類群進行鑑別。由於兩種群在行為、鳴聲，及遺傳的差異，再加上大腿腹側穩定的花紋差異，於2017年將本種自日本樹蛙中獨立出來，並命名為太田樹蛙。
然而，由於該論文發表於電子期刊《PLOS ONE》上，但按照國際動物命名規約（ICZN），新物種的命名必須發表於紙本期刊才算正式的發表。若發表於電子期刊，必須事先在ZooBank上進行註冊（第三章8.5條），因此「B. otai」被視為不合法名。於是林思民等人在ZooBank補行註冊後，又於2018年2月發表補正文件並附上註冊編號。但由於第二次發表並無重新敘述原論文對模式標本的指定與敘述，因此有學者仍質疑這樣的發表無效。故而林氏等人又於2020年9月於《自然保育季刊》重新描述該物種，太田樹蛙的分類地位始得以確認。

## 命名語源
本物種種小名得名自日本兩棲爬蟲類學者太田英利教授，以紀念其對東亞及臺灣兩棲爬行動物研究的貢獻。

## 保护
本种于2023年被收录入《有重要生态、科学、社会价值的陆生野生动物名录》。